# Ondřej Malý (herec, 1991)
Ondřej Malý (* 15. července 1991 Ostrava) je český herec.
Mezi jeho koníčky patřil florbal a hra na kytaru než zjistil, že ho baví herectví. Chodil na zpěv, kde ho pěvkyně a pedagožka Eliška Pappová přesvědčila, aby šel na hereckou konzervatoř, což také udělal.
V 17 letech natočil s režisérem Tomášem Krejčím svůj první film Fredy a Zlatovláska (2008).
Tomáš Krejčí ho poté obsadil do jedné z hlavních rolí v prvním českém animovaném fantasy filmu Poslední z Aporveru, který však nebyl dokončen.
S režisérem Pavlem Jandourkem natočil hlavní roli „počítačového mága“ Milana Doubravy v sedmidílném seriálu ze školního prostředí pod pracovním názvem Gymplíz, který byl v České televizi poprvé uveden v květnu až červnu 2011 pod názvem 4teens.